# John Cephas
John Cephas (* 4. September 1930, Washington, D.C.; † 4. März 2009, Woodford, Virginia) war ein US-amerikanischer Bluesgitarrist und Sänger und einer der bedeutendsten Vertreter des Piedmont Blues Stils.

## Leben
Schon als Kind hörte er Bluesmusik und begann nach dem Gehör Gitarre zu spielen. Aufgewachsen in Bowling Green, Virginia, wurde er bald mit dem Piedmont Blues vertraut. Seine Inspiration kam von Musikern aus der Gegend wie z. B. Blind Boy Fuller aber auch weißen Bluesmusikern. Die Grundzüge des Piedmont Stils lernte er von seinem Cousin David Talliaferro. Abseits von der Musik arbeitete er als Gospelsänger, Tischler und Fischer. 1951 wurde er zur Armee eingezogen und war Soldat in Korea.
Aber mit Beginn der 1960er-Jahre wandte er sich beruflich der Musik zu. Einige Jahre spielte er mit dem Barrelhousepianisten Big Chief Ellis zusammen. Gemeinsam mit Phil Wiggins, einem Mundharmonikaspieler, den er auf dem Smithsonian Folklife Festival in Washington traf, bildeten sie 1978 das Duo Cephas und Wiggins, das vom deutschen Produzenten Axel Kustner 1979 entdeckt wurde. Dieser ermöglichte eine Europatournee. Die 1980er verbrachten sie, oft als Botschafter des U. S. State Departments, auf ausgedehnten Tourneen auf allen Kontinenten. Als eine der ersten US-Amerikaner spielten sie 1988 auf dem Russian Folk Festival in Moskau. Auf Bluesfestivals in der ganzen Welt traten sie ebenfalls auf. Die beiden nahmen gemeinsam viele Alben auf, die exzellente Beispiele des Piedmont Blues sind, wie er in Washington und Nordvirginia gespielt wird.
John Cephas gehört 1987 zu den Gründern der Washington, D.C. Blues Society.

## Auszeichnungen
- W. C. Handy Award 1987 für Dog Days in August in der Kategorie Best Traditional Blues Album
- National Heritage Fellowship 1989

## Diskographie
- Living Country Blues 1:Bowling Green John Cephas & Harmonica Phil Wiggins, (1980) 1998 wieder aufgelegt als Goin’ Down the Road Feelin’ Bad
- Sweet Bitter Blues (1984)
- Let it Roll: Bowling Green (1985)
- Guitar Man (1987)
- Dog Days in August (1987)
- Walking Blues (1988)
- Flip, Flop and Fly (1992)
- Cool Down (1996)
- Homemade (1999)
- From Richmond to Atlanta (2000)
- Somebody Told the Truth (2002)
- Shoulder to Shoulder (?)
- Richmond Blues (2008)